# القضية العادلة
القضية العادلة (بالروسية:Правое дело، ببرافويي ديلو) حزب سياسي روسي ممثل في العديد من المجالس التشريعيّة المحليّة، تأسس في 18 شباط 2009 بعد اندماج اتحاد القوى اليمينيّة والقوّة المدنيّة والحزب الديموقراطي الروسي، يتبنى الحزب في سياساته اقتصاد السوق الحر والديموقراطية وحماية حقوق الطبقة الوسطى، عادة ما يصنف حزب روسيا العادلة كحزب سياسي موالي للكرملين.

## روابط خارجيّة
- موقع الحزب الرسمي (بالروسية)
- موقع مؤيدي حزب القضية العادلة (بالروسية)